# 小口大八
小口 大八（おぐち だいはち、1924年（大正13年）2月27日 - 2008年（平成20年）6月27日）は、日本の和太鼓奏者、御諏訪太鼓宗家。1950年代に複式複打法を確立し、和太鼓ブームの立役者として知られる。財団法人日本太鼓連盟副会長、長野県太鼓連盟会長、財団法人日本太鼓連盟認定の特別公認指導員を務めた。

## 略歴
長野県岡谷市小口生まれ。早稲田大学専門部卒。代々、打頭を務めてきたとされる小口家の分家筋に生まれ、学生時代にはジャズドラムを習い、戦争から復員したのち、大八パン創業の傍ら、燦星楽団を結成。1948年に小口家本家の味噌蔵から長野県諏訪地方の伝統芸能「御諏訪太鼓」の譜面(藤太郎覚書)が見つかり譜面の解読・復元に着手し、明治時代より途絶えていた御諏訪太鼓を1951年に復興、1953年に御諏訪太鼓保存会を結成し、以降御諏訪太鼓の宗匠・打頭として国内外で活動するほか、太鼓の作曲や指導も手掛けた。東京オリンピック、大阪万博、長野オリンピックにも出演し、NHK大河ドラマ(1998年武田信玄 (NHK大河ドラマ)、1999年映画天と地と、2007年風林火山 (NHK大河ドラマ))などでも御諏訪太鼓衆役で演奏した。また、世界各地の太鼓を700点以上集め、岡谷市に世界の太鼓博物館(御諏訪太鼓会館内)を設立。
2008年6月27日、交通事故に遭い、死去。84歳没。
現在、孫の山本麻琴がその意志を受け継ぎ活躍している。

## 功績
和太鼓は旧来、祭囃子や神楽など多々の場面で必要不可欠な楽器であったにもかかわらず、他の楽器の添え物的存在としてリズムを刻むのみ、といった一段低い地位の楽器として見られていた。小口大八は現在日本各地で多くの和太鼓チームが取り入れている、和太鼓が演奏の主役となる演奏スタイル「複式複打法」を確立、和太鼓の一つの音楽、芸術としての地位を確かなものとする大きな功績を残した。小口が打法や創作曲の中に民俗的精神性を織り混ぜたことから、土地の伝承や風土などをもとにした創作曲を ｢地域の芸能｣ として立ち上げていった太鼓グループも多数出現した。
小口大八は長野県諏訪地方に古くから伝わる神楽太鼓の譜面を解読し、廃れていた御諏訪太鼓を復活。岡谷太鼓祭りの創成期に多大に尽力した。
小口大八と御諏訪太鼓は、和太鼓の普及、和太鼓を通じた文化交流・情操教育のため、国内のみならず広く海外にも精力的に赴き、指導・教育・設立に関わった和太鼓チームは600を超えている。アメリカ合衆国での和太鼓奏者育成に貢献した「サンフランシスコ太鼓道場」の創設者・田中誠一も小口の弟子であり、北米の和太鼓チーム数は2011年時で300を超えると言われる。
また、和太鼓の世界に留まらず、ジャズドラマーのジョージ川口、サキソフォンの野田燎、インド舞踊のシャクティ・チャクラワルティーなど、他ジャンルとの共演を行っていることでも知られていた。
2024年は小口生誕100年にあたる｡同年8月13日に行われた第55回「岡谷太鼓まつり」では当祭りへ尽力した小口生誕100年の年を記念した特別企画「原点回帰」として御諏訪太鼓保存会、岡谷太鼓保存会、全国7県から集まった御諏訪太鼓連合会員の約200人が小口作曲の「勇駒」を合同演奏した。

## 著作曲
「阿修羅」「諏訪雷」「飛竜三段返し」「天鳴竜尾大神楽」「勇駒」「萬岳の響き」
「雪おろし」
勇駒・萬岳の響き・信濃田楽 は、長野オリンピック閉会式で演奏された。

### 著書
- 『日本太鼓の基本打法 : 全日本太鼓連盟初心者用テキスト』全国諏訪太鼓連絡協議会 1980年. NCID BN07012954
- 『日本の太鼓』全国諏訪太鼓連絡協議会 1981年. NCID BN06979484
- 『天鼓 : 小口大八の日本太鼓論』銀河書房 1987年. NCID BN06575361